# بي. بي. واتسون
بي. بي. واتسون (بالإنجليزية: B. B. Watson)‏ هو مغني وكاتب أغاني أمريكي، ولد في 10 يوليو 1953 في تايلر في الولايات المتحدة، وتوفي في 28 سبتمبر 2013 في باسادينا في الولايات المتحدة.